# Francisco Castrejón
Francisco Castrejón Ramírez (11 de juny de 1947) és un exfutbolista mexicà.

## Selecció de Mèxic
Va formar part de l'equip mexicà a la Copa del Món de 1970.